# Вебер (місячний кратер)
Кра́тер Ве́бер (лат. Weber) — метеоритний кратер на зворотному боці Місяця. Назву присвоєно на честь німецького фізика Вільгельма Едуарда Вебера (1804—1891) й затверджено Міжнародним астрономічним союзом у 1970 році. Утворення кратера відбулося у нектарському періоді.

## Опис кратера
Найлижчими сусідами кратера є кратер Крамерс на північному заході; кратер Кулон на північному сході і кратер Сартон, прилеглий до кратера Вебер на південному сході . Селенографічні координати центра кратера 50°04′ пн. ш. 123°47′ зх. д. / 50.06° пн. ш. 123.79° зх. д., діаметр 44 км, глибина 2,23 км.
Кратер має чашоподібну форму й досить добре зберігся. Північно-східну частину валу кратера перекриває невеликий кратер. У південно-східній частині вал, спільний з валом кратера Сартон, має у більшій мірі неправильну форму, на початку і кінці суміжної ділянки знаходяться невеликі кратери. Висота валу над навколишньою місцевістю сягає 1050 м, об’єм кратера становить приблизно 1400 км³. Внутрішній схил валу округлений та втратив чіткість обрисів. У південній південно-східній та північно-західній частинах внутрішнього схилу наявні терасоподібні ділянки. Дно чаші кратера плоске й не має примітних структур за виключенням невеликого кратера у південно-східній частині. На півдні південному сході від кратера знаходиться скупчення невеликих кратерів.
Сателітні кратери відсутні.